# Cimitero monumentale di Brindisi
Il cimitero monumentale di Brindisi è un complesso cimiteriale dei secoli XIX-XX.

## Storia

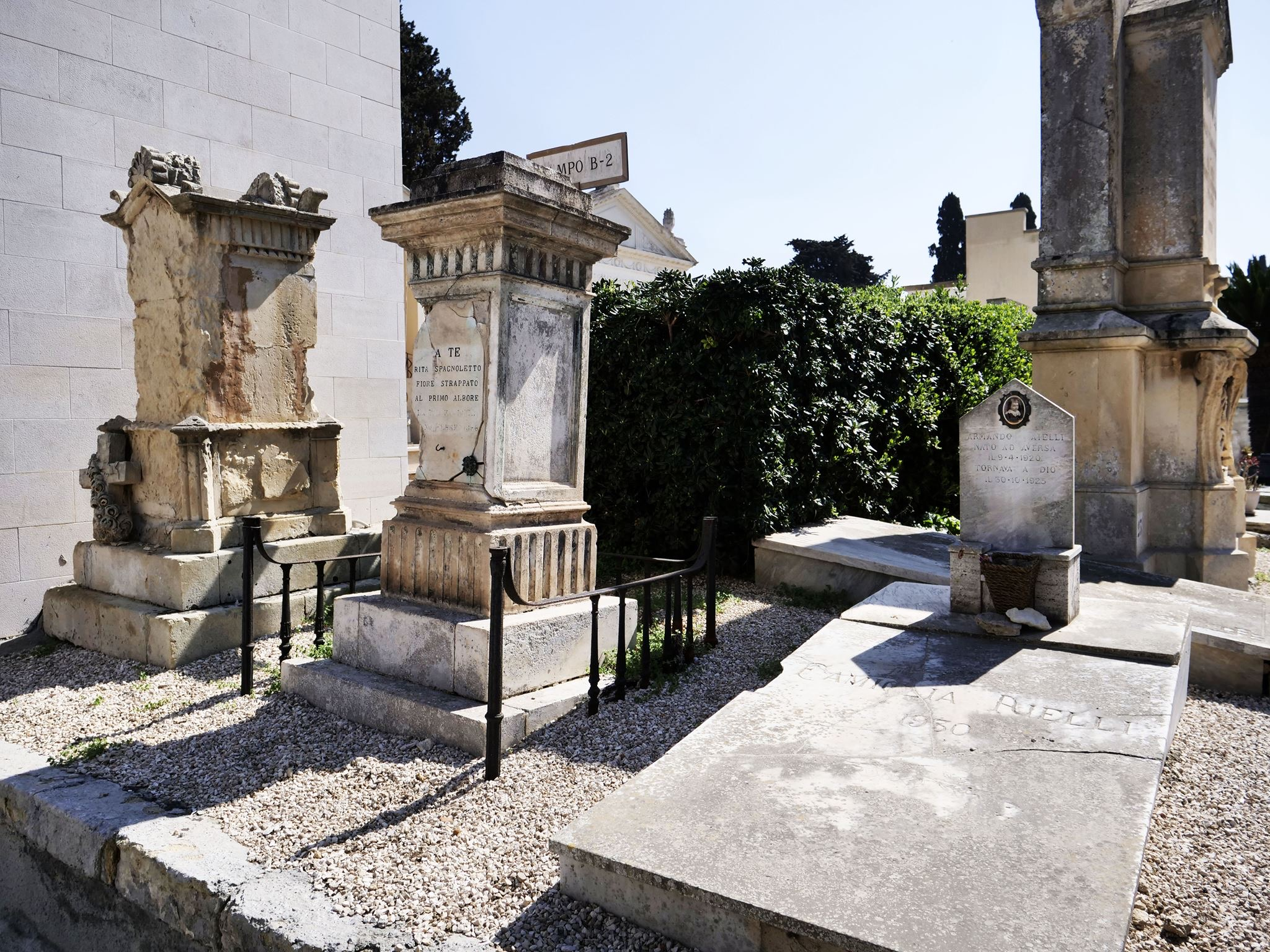
Dettaglio interno del Cimitero Monumentale

Secondo il Decreto Reale di Francesco I la costruzione dei cimiteri doveva essere terminata entro il primo marzo 1831 (art. 18). I lavori di costruzione del cimitero a Brindisi iniziarono nel 1828 e vennero affidati al perito muratore di San Vito dei Normanni, Michele Lorè. Sotto il sindaco Giuseppe Mugnozza vennero invece murate le bocche delle sepolture nelle chiese (Purgatorio, Annunziata, Arcivescovado, Pietà, SS.mo Crocifisso, S. Paolo eremita, S. Teresa degli Scalzi, Scuole Pie e S. Lucia). Nel 1830 il progetto del cimitero era a cura del sig. Fergola e del 1839 era il preventivo del primo carro funebre. Nel 1840 si completò una primissima parte con la successiva richiesta di benedizione all'ordinario come prevedeva il Decreto Reale, restava solamente una sepoltura all'arcivescovado, una alla chiesa degli Angeli ed un'ultima alla chiesa di San Benedetto per le monache di clausura. Nel 1841 fino al 1849 si portò a compimento fuori dal cimitero un recinto per i morti impenitenti, non battezzati e di altre credenze. Dal 1846 al 1862 si attuò il primo ampliamento con l'acquisto di un terreno dai padri teresiani di Brindisi appaltando il lavoro alla Ditta di Antonio Scivales e come direttore dei lavori venne nominato l'ing. Annibale Valle. Dal 1839 al 1865 il Comune concedette i suoli per la costruzione di tumuli cimiteriali, anche il progetto per l'ossario era di quegli anni, ma la costruzione e la realizzazione fu successiva. Nel 1865-1869 si provvide a costruire un muro di cinta attorno al cimitero colerico e negli anni successivi, 1871, 1883 e 1890, si pensò a poter abbellire i luoghi di sepoltura acquistando mattoni, piante ed altri oggetti ornamentali. Le confraternite ed il clero regolare inoltrarono una serie di suppliche al sindaco per mantenere le sepolture private, ma furono tutte respinte. Le prime tombe di famiglia nel suolo cimiteriale furono le cappelle private, alcune delle quali conservano ancora gli stemmi gentilizi, dei Passante, Gusman, Villanova, Monticelli, Di Giulio, Rodriquez, Errico, il Capitolo Cattedrale, De Castro, Chimienti, Catanzaro, Velardi, Marangio, Taliento, Tagliente, De Virgilis, Perez, Sala e Rubino per il quale però l'Amministrazione Comunale deliberò "di non riscuotere il prezzo del suolo in grazia dei servigi che ha reso al Comune stesso". 
Alla fine dell'Ottocento si definì una sempre maggiore attenzione dello studio delle malattie così che nel 1883-1884 si strutturò anche nella città di Brindisi il progetto per la costruzione di una sala anatomica e nel 1892-1893 ci fu anche la proposta della demolizione della tomba del Capitolo per definire il prolungamento del viale principale, mai portato a termine. Gli altri progetti di ampliamento risalgono al 1895-1898 e al 1914-1930.

## Descrizione del cimitero
Le rappresentazioni artistiche delle tombe riprendono i simboli della morte: i leoni che rappresentano la forza, la nobiltà e il coraggio e l’evangelista Marco; le torce rovesciate che indicano l’anima del defunto che sta bruciando nell’aldilà; i teschi, simbolo della morte e della caducità della vita, avente alla base dei rami fioriti; le urne, simbolo funebre ereditato dall’antica Grecia che rappresenta il corpo umano come contenitore dell’anima; le ancore che rappresentano la fermezza nella fede e la costanza; le colonne spezzate simbolo di una morte prematura, oppure quella del capofamiglia, la colonna portante, appunto, di un nucleo familiare; la clessidra, simbolo dell’incessante e inarrestabile scorrere del tempo spesso raffigurata alata, per sottolineare ancora di più la velocità con cui il tempo della vita umana voli via verso la morte. 

La parte probabilmente meglio conosciuta del Cimitero monumentale della città di Brindisi è quella dedicata ai morti della corazzata Benedetto Brin che esplose nel porto il 27 settembre 1915. Morirono 456 marinai italiani. In quella circostanza il sindaco di Brindisi, Giuseppe Simone, indisse tre giorni di lutto cittadino e concesse un'intera area cimiteriale per seppellire le vittime, le cui spoglie non poterono essere riconsegnate alle famiglie. Il Governo chiese che nell'area cimiteriale ci fosse anche una statua che potesse raffigurare il dolore dell'Italia intera e si decise per una scultura femminile in bronzo con lo sguardo rivolto verso il basso ed una spalla leggermente scoperta. 

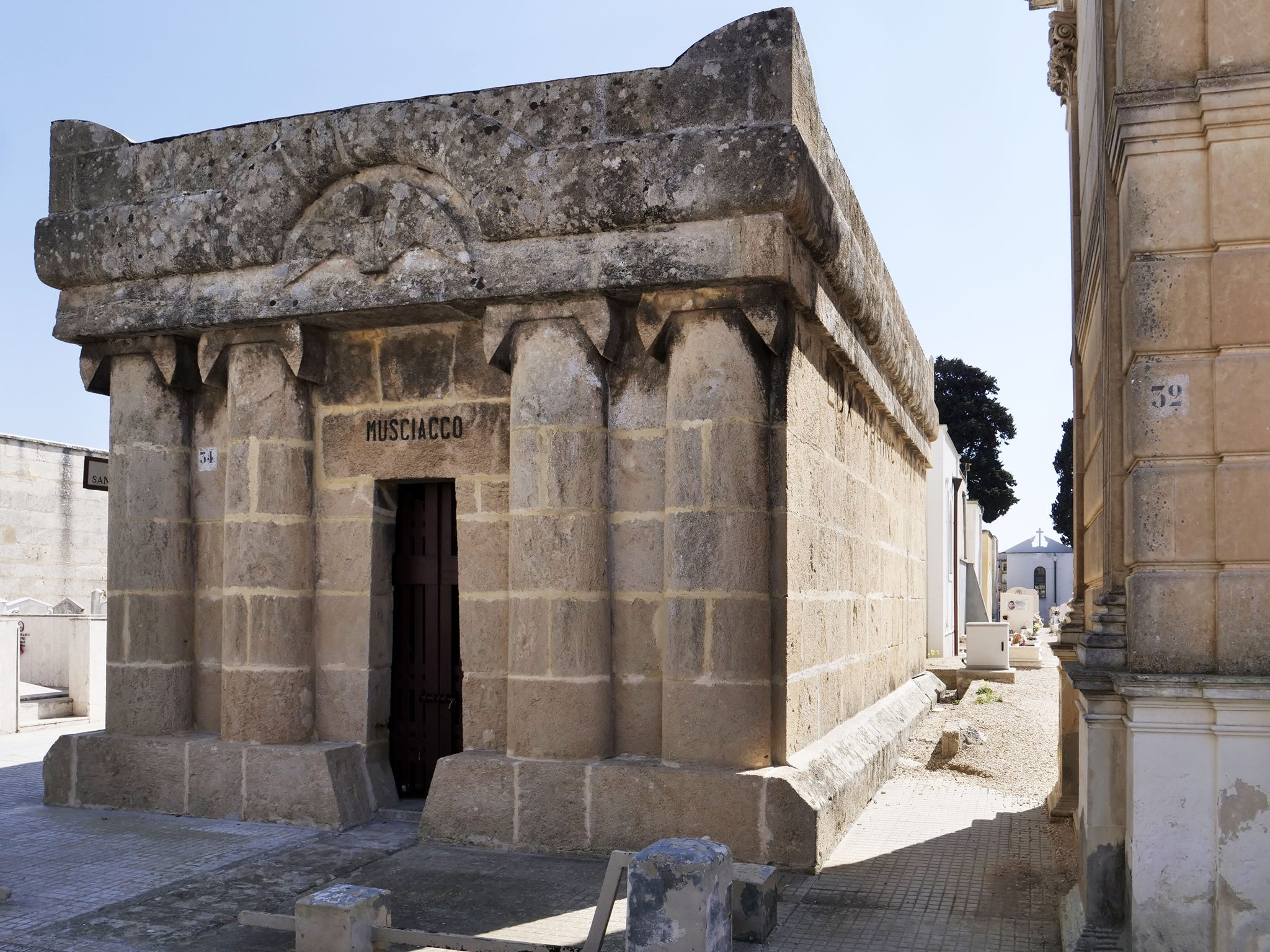
Dettaglio interno del Cimitero Monumentale

Degne ancora di menzione sono le tombe delle famiglie Pinto e Brugnola, contraddistinte da sculture di Alessandro Fiordegiglio e quella della Balsamo con stucchi e gli stemmi araldici firmati da Edgardo Simone; ancora la tomba di Anna Avallone, diciottenne, morta nel giugno 1915 a causa di un bombardamento aereo e quella della famiglia Musciacco il cui architetto trasse ispirazione direttamente dall’antico Egitto: un massiccio ed austero tronco di piramide in carparo con ingresso a forma di sarcofago. Sulle facciate laterali è inciso a caratteri cubitali: “Vitae finis et inizio hoc in nomine dei”, La fine della vita e questo inizio in nome di Dio e “Novam ab hoc lucem videtur”, Si vede una nuova luce da questo.